# El regreso de J. R.
Dallas: J.R. Returns es un telefilme estadounidense que continúa la historia de la popular serie Dallas. Fue estrenado en 1996.

## Sinopsis
Hace varios años, el implacable J.R. Ewing perdió el vasto negocio familiar, la Ewing Oil, a manos de su archienemigo Cliff Barnes. Trastornado y humillado, J.R. se enfrentó con el mismo diablo y disparó con su pistola. El filme revela que J.R. no se había suicidado. Está muy vivo y planea recuperar su poder.
Mientras tanto, el hermano menor de J.R., el decente Bobby Ewing, ha desarrollado una cariñosa relación con su hijo de 18 años, Christopher, que ha heredado la honradez de Bobby.